# Caryedon fathalae
Caryedon fathalae là một loài bọ cánh cứng trong họ Bruchidae. Loài này được Delobel miêu tả khoa học năm 1997.